# Onze-Lieve-Vrouwekerk (Oostnieuwkerke)

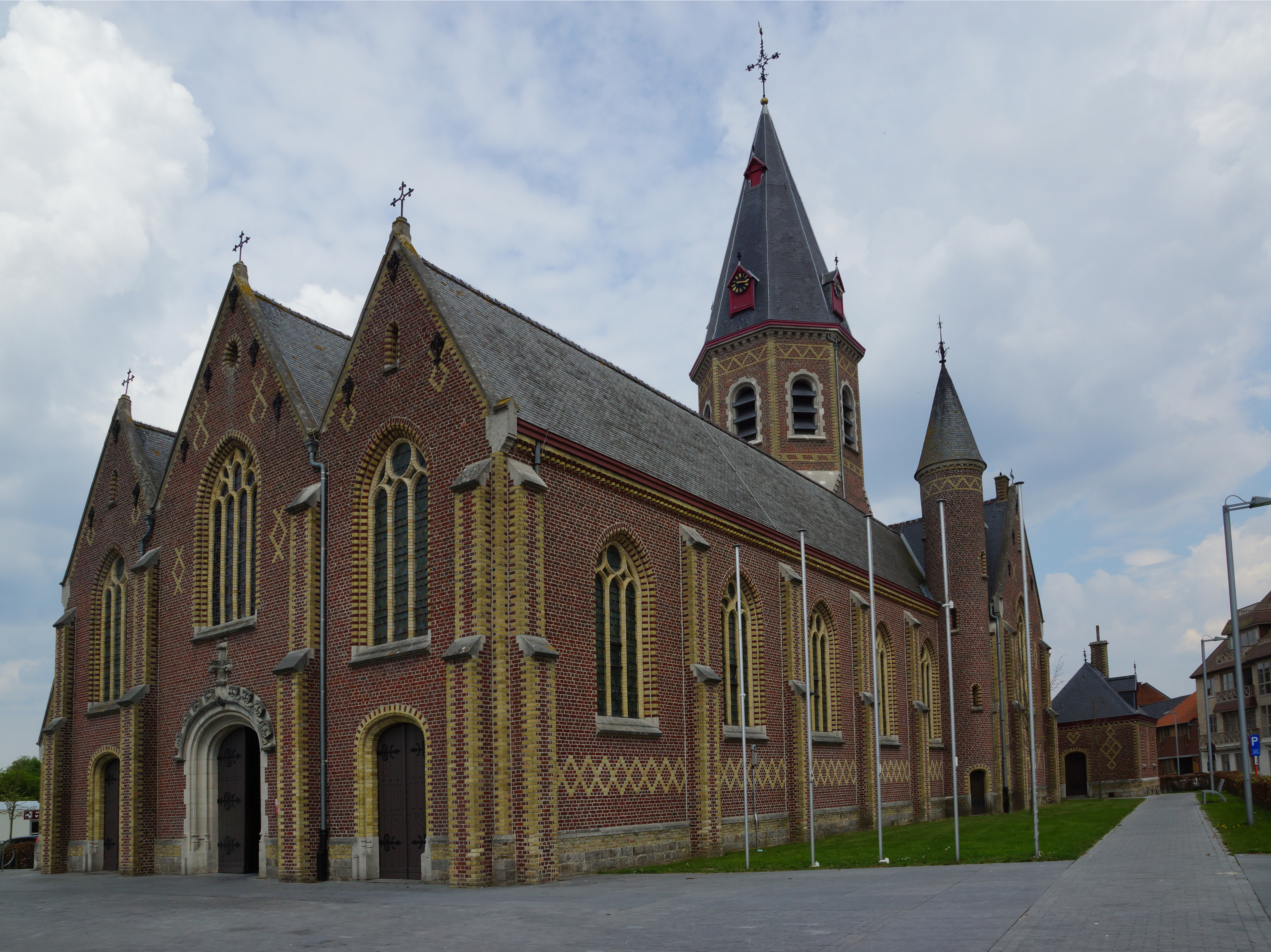
Onze-Lieve-Vrouwekerk

De Onze-Lieve-Vrouwekerk is de parochiekerk van de tot de West-Vlaamse gemeente Staden behorende plaats Oostnieuwkerke, gelegen aan het Dorpsplein.

## Geschiedenis
De eerste melding van een kerkgebouw te Oostnieuwkerke is van 1093, toen de bisschop van Doornik de rechten van het altare de Rollers cum appendicia sua de Nieukerka aan de Augustijnenabdij Zonnebeke schonk. Omstreeks 1200 werd een romaans kerkje gebouwd, dat zich in de loop der eeuwen ontwikkelde tot een kleine kruiskerk met vieringtorentje en halfronde apsis. In 1221 werd Oostnieuwkerke vermeld als een zelfstandige parochie. Het patronaatsrecht bleef in handen van voornoemde abdij.
De kerk, vanouds aan Sint-Blasius gewijd, had te lijden van de godsdiensttwisten, en werd daarna hersteld. Mogelijk was 1687 een jaar waarin de herstelwerkzaamheden voltooid waren. Sindsdien werd de kerk aan Sint-Brigida gewijd, maar vanaf 1801 aan Onze-Lieve-Vrouw.
In 1897 werd de kerk vervangen door een bakstenen neogotische hallenkerk naar ontwerp van Jules Soete. De driebeukige hallenkerk kreeg een achtkante vieringtoren op vierkante basis, aansluitend bij de regionale bouwkundige traditie.
Tijdens de Eerste Wereldoorlog werd de kerk door de Duitsers als veldhospitaal gebruikt. Tijdens het slotoffensief begin oktober 1918 met aansluitend de bevrijding op 3 oktober, werd het dak van de kerk en de torenspits zwaar beschadigd door Britse granaatbeschietingen.
In 1919 werd de kerk opnieuw in gebruik genomen en van 1920-1921 werden dak en torenspits definitief hersteld.

## Gebouw
Het betreft een driebeukige hallenkerk met breder middenschip, een achthoekige vieringtoren met vierkante basis, een rond traptorentje in de oksel van het transept. Het geheel werd uitgevoerd in rode bakstenen.
Het kerkmeubilair is grotendeels 20e-eeuws. Enkele 18e-eeuwse grafstenen, ingemetseld in het transept, getuigen van de monniken die hier als pastoor werkzaam waren.
In de voormalige calvariekapel bevindt zich een monument dat de gebeurtenissen tijdens de Eerste Wereldoorlog gedenkt.